# Басс Фрідріх Гершонович
Фрідріх Гершонович Басс (26 жовтня 1930, Харків — 2 вересня 2013, Рамат-Ган, Ізраїль) — український та ізраїльський фізик-теоретик, фахівець у галузі статистичної радіофізики, фізики твердого тіла та напівпровідників. Доктор фізико-математичних наук (1964), професор (1976), Заслужений діяч науки і техніки України (1992). Один із провідних дослідників поширення електромагнітних хвиль у природних середовищах, автор фундаментальних праць у галузі фізики надпровідності та напівпровідників.

## Біографія
Народився 26 жовтня 1930 року в Харкові. У 1938 році розпочав навчання у середній школі № 95. Під час Другої світової війни був в евакуації (з 1941 по 1944 р.), після чого він з родиною приїхав до міста Ромни Сумської області, де 1948 року закінчив Роменську середню школу № 2.
Того ж року вступив на фізико-математичний факультет Харківського державного університету, який закінчив 1953 року за спеціальністю «фізика». Після закінчення університету працював викладачем у Дагестанському механічному технікумі (м. Махачкала), де разом з І. М. Цидильковським опублікував перші наукові роботи з фізики напівпровідників.
У 1954 році повернувся до Харкова. Працював у Фізико-технічному інституті АН УРСР, а від 1955 р. — в Інституті радіофізики та електроніки імені О. Я. Усикова НАН України (молодший науковий співробітник, від 1960 — старший науковий співробітник, від 1983 — завідувач лабораторією, від 1992 — головний науковий співробітник.
У 1975 р. розпочав педагогічну діяльність як професор Харківського політехнічного інституту.
З 1994 року працював професором кафедри фізики Університету імені Бар-Ілана (м. Рамат-Ган, Ізраїль), де продовжив активну наукову діяльність.

## Наукова діяльність
Основні напрями наукових досліджень — статистична теорія поширення радіохвиль, фізика напівпровідників і надпровідників, теорія розсіювання електромагнітного випромінювання на збурених природних поверхнях (морі, льодових покривах, флуктуючих середовищах), високочастотні властивості твердого тіла, фізика напівпровідникових надґраток, теорія солітонів, самофокусування хвиль.
Серед найвагоміших результатів:
- створення резонансної теорії розсіювання електромагнітних хвиль збуреною поверхнею моря, яка дала пояснення низці експериментальних даних;
- передбачення нових фізичних ефектів у твердотільній плазмі — циклотрон-фононного резонансу, парного ефекту Холла, трансформації вольт-амперних характеристик у сильних полях;
- теоретичний аналіз термомагнітних ефектів в обмежених напівпровідниках.

Під його керівництвом було захищено 31 кандидатську дисертацію. Багато його учнів стали докторами наук, очолили наукові підрозділи та школи.

## Основні роботи
- Ф. Г. Басс, І. М. Фукс. Рассеяние волн на статистически неровной поверхности. Москва, 1972
- Ф. Г. Басс, Ю. Г. Гуревич Горячие электроны и распространение сильных электромагнитных волн в плазме полупроводников и газового разряда. Москва, 1975
- Ф. Г. Басс, В. С. Гуревич Электроны и фононы в ограниченных полупроводниках. Москва, 1984
- Ф. Г. Басс, А. А. Булгаков, А. П. Тетерев. Высокочастотные свойства полупроводников со сверхрешетками. Москва, Наука, 1989
- F. G. Bass, A. A. Bulgakov. «Kinetic and Electrodynamic Phenomena in Classical and Quantum Semiconductor Superlattices» (New York, Springer, 1997).